# Намибия на летних Олимпийских играх 1992
Намибия принимала участие в Летних Олимпийских играх 1992 года в Барселоне (Испания) в первый раз за свою историю, и завоевала две серебряные медали. Это первые олимпийские медали сборной Намибии.

## Серебро
- Лёгкая атлетика, мужчины, 100 метров — Фрэнки Фредерикс.
- Лёгкая атлетика, мужчины, 200 метров — Фрэнки Фредерикс.